# Torneo de Hong Kong 2023
El Hong Kong Tennis Open 2023 fue un torneo de tenis profesional jugado en canchas duras. Fue la 10ª edición del torneo, siendo parte de la WTA Tour 2023. Se disputó en el Victoria Park Tennis Stadium de Hong Kong.

## Distribución de puntos
| Modalidad           | Campeona | Finalista | Semifinales | Cuartos de final | 2ª ronda | 1ª ronda | Clasificadas | 2ª ronda de clasificación | 1ª ronda de clasificación |
| Individual femenino | 280      | 180       | 110         | 60               | 30       | 1        | 18           | 12                        | 1                         |
| Dobles femenino     | 280      | 180       | 110         | 60               | 1        | -        | -            | -                         | -                         |

## Cabezas de serie

### Individuales femenino
| Tenista             | Ranking | Preclasificada |
| Victoria Azarenka   | 18      | 1              |
| Beatriz Haddad Maia | 19      | 2              |
| Elise Mertens       | 29      | 3              |
| Xinyu Wang          | 37      | 4              |
| Anna Blinkova       | 39      | 5              |
| Martina Trevisan    | 40      | 6              |
| Peyton Stearns      | 46      | 7              |
| Varvara Gracheva    | 47      | 8              |

- Ranking del 2 de octubre de 2023.

### Dobles femenino
| Tenista                                   | Ranking | Preclasificada |
| Anna Danilina Alexandra Panova            | 92      | 1              |
| Lidziya Marozava Katarzyna Piter          | 132     | 2              |
| Oksana Kalashnikova Aliaksandra Sasnovich | 145     | 3              |
| Cristina Bucșa Bibiane Schoofs            | 152     | 4              |

## Campeonas

### Individual femenino
Leylah Fernandez venció a  Kateřina Siniaková por 3-6, 6-4, 6-4

### Dobles femenino
Qianhui Tang /  Chia-yi Tsao vencieron a  Oksana Kalashnikova /  Aliaksandra Sasnovich por 7-5, 1-6, [11-9]